# Maktens vägar
Maktens vägar är det samlande namnet på Bertil Mårtenssons fantasytrilogi, som omfattar böckerna Vägen bort, Vägen tillbaka och Vägen ut. De två första böckerna utgavs av Bokád bokförlag AB 1979-80, den tredje 1983 av Anmans 1983. Senare utgavs den i en av författaren bearbetad version med utökade appendix över fantasyvärldens historia och språk av förlaget Replik 1997.
Redan Bertil Mårtenssons debutroman Detta är verkligheten innehöll en första del med prägel av fantasy, fast den här var inplacerad i en science fiction-ram. Maktens vägar-serien är däremot ren världsskapande fantasy i internationell stil, vars nordiska inslag med John Bauer-erinrande troll likväl ger den en skandinavisk profil, vilket också flera recensenter påpekat. Liksom Detta är verkligheten handlar böckerna till stor del om existentiella och moraliska frågeställningar, men det finns här också inslag av lakonisk humor. Även om Jarels sökande efter sin identitet kan sägas stå i centrum finns det flera andra handlingskretsar – som den tusenåriga striden mellan Jore och Aulor, fursten Ruins sjukdom och sökande efter Andira, den allt mer maktgalne fursten Olbachs regim i Timóra, med flera underberättelser, vilket dock allt flätas samman.
Böckerna har senast utgivits 2008 som en volym i pdf och andra elektroniska format via eLib. Även denna upplaga är bearbetad av författaren, och följer huvudsakligen andra versionen från 1997, dock i vissa kapitelindelningar och mindre detaljer följande första upplagan.